# Marquesado del Arenal
El marquesado del Arenal es un título nobiliario español. Fue creado el 2 de octubre de 1816 por el rey Fernando VII a favor de Francisco de Sales de Angulo y Lasso de la Vega, que falleció sin sucesión y sin haber obtenido el real despacho.  Su hermano José de Angulo y Lasso de la Vega obtuvo de la reina Isabel II el real decreto de revalidación el 26 de marzo de 1847 y el real despacho el 12 de abril del mismo año.

## Marqueses del Arenal
|                           | Titular                                          | Periodo                   |
| Creación por Fernando VII | Creación por Fernando VII                        | Creación por Fernando VII |
| ------------------------- | ------------------------------------------------ | ------------------------- |
| I                         | Francisco de Sales de Angulo y Lasso de la Vega  | 1816-1824                 |
| II                        | José de Angulo y Lasso de la Vega                | 1847-1866                 |
| III                       | Juan de Angulo y Lasso de la Vega                | 1867-1884                 |
| IV                        | José María de Angulo y Walsh                     | 1884-1885                 |
| V                         | Juan Nepomuceno de Angulo y Rodríguez de Toro    | 1887-¿?                   |
| VI                        | Concepción de Angulo y Rodríguez de Toro         | 1950-1965                 |
| VII                       | Cristóbal González de Aguilar y Fernández-Golfín | 1966-1970                 |
| VIII                      | Antonio González de Aguilar Enrile               | 1972-1988                 |
| IX                        | Antonio González de Aguilar y de la Peña         | 1991-actual titular       |

## Historia de los marqueses del Arenal
- Francisco de Sales de Angulo y Lasso de la Vega (m. 1824), I marqués de Arenal.[1][2]

Sin descendencia, sucedió su hermano:
- José de Angulo y Lasso de la Vega (m. Écija, 1 de septiembre de 1866), II marqués del Arenal,[1][2] senador vitalicio,[3] coronel de caballería, capitán de la Brigada de Carabineros Reales.[1]

Sin descendencia, sucedió su hermano:
- Juan de Angulo y Lasso de la Vega, III marqués del Arenal.[1][2][4]

Casó con Isabel Walsh y Strange. Sucedió su hijo:
- José María de Angulo y Walsh (Madrid, 1824-Madrid, 5 de noviembre de 1885), IV marqués del Arenal,[1] senador electo por Sevilla en las legislaturas 1884 y 1885[5] y coronel de artillería.[1]

Casó con María del Pilar Rodríguez de Toro y Pérez de Estala (m. Madrid, 11 de octubre de 1892).  Sucedió su hijo:
- Juan Nepomuceno de Angulo y Rodríguez de Toro (n. Madrid, 11 de octubre de 1863), V marqués del Arenal.[6]

Soltero, sucedió su hermana:
- Concepción de Angulo y Rodríguez de Toro (n. Madrid, 3 de abril de 1871), VI marquesa del Arenal.[7]

Soltera,  sucedió su primo tercero:
- Cristóbal González de Aguilar y Fernández-Golfín (m. Madrid, 19 de marzo de 1970), VII marqués del Arenal,[8][9] VIII marqués de Sauceda,[8] VIII marqués de Villa Alegre[8] y maestrante de Sevilla.[10] Era hijo de Cristóbal González de Aguilar y Tamariz-Martel, y de su esposa María Paz Fernández-Golfín y Murcia,[8] y descendiente de Inés de Angulo y Lasso de la Vega, hermana de los tres primeros marqueses del Arenal.[2]

Se casó con María de la Paz Enrile y López de Morla. Sucedió su hijo:
- Antonio González de Aguilar Enrile (Sevilla 23 de diciembre de 1923-Córdoba 29 de febrero de 1988), VIII marqués del Arenal,[8][11] maestrante de Sevilla, ingeniero de minas.

Casó con Elvira de la Peña González-Camino.
- Antonio González de Aguilar de la Peña (n. 1 de julio de 1959), IX marqués del Arenal[8][12]

Casado con María del Carmen Gastón Osuna.